# Anna Gunn
Anna Gunn (ur. 11 sierpnia 1968 w Santa Fe w stanie Nowy Meksyk) – amerykańska aktorka, występowała w roli Skyler White w serialu telewizji AMC Breaking Bad, za którą zdobyła nagrodę Emmy dla najlepszej aktorki drugoplanowej w serialu dramatycznym w 2013 roku.

## Życiorys
Absolwentka Northwestern University z 1990. Największą popularność przyniosła jej rola Skyler White w serialu Breaking Bad. W latach 2012 i 2013 była nominowana do nagrody Primetime Emmy Award dla najlepszej aktorki drugoplanowej w serialu dramatycznym za rolę w Breaking Bad, zdobywając nagrodę w 2013. W latach 1997–2002 występowała w serialu Prawo i bezprawie. Zagrała również główną rolę w filmie telewizyjnym Secrets of Eden. W 2016 wystąpiła w dramacie Sully w reżyserii Clinta Eastwooda.

## Filmografia
| Filmy |                    |                              |                    |                      |                         |
| Rok   | Tytuł oryginalny   | Tytuł polski                 | Rola               | Uwagi                | Źr                      |
| 1994  | French Intensive   | –                            | Rachel             | film krótkometrażowy | [ 2 ]                   |
| 1994  | Junior             | –                            | recepcjonistka     |                      | [ 2 ] [ 3 ] [ 4 ]       |
| 1995  | Without Evidence   | Bez dowodów                  | Liz Godlove        |                      | [ 2 ] [ 3 ] [ 4 ]       |
| 1997  | Santa Fe           | –                            | Jane               |                      | [ 2 ] [ 3 ] [ 4 ]       |
| 1998  | Enemy of the State | Wróg publiczny               | Emily Reynolds     |                      | [ 2 ] [ 3 ] [ 4 ]       |
| 2000  | Lost Souls         | Stracone dusze               | Sally Prescott     |                      | [ 2 ] [ 5 ]             |
| 2001  | Nobody's Baby      | Niczyje dziecko              | Stormy             |                      | [ 2 ] [ 3 ] [ 4 ]       |
| 2002  | Treading Water     | –                            | aktorka            |                      | [ 2 ]                   |
| 2011  | Red State          | Czerwony stan                | matka Travisa      |                      | [ 2 ] [ 3 ] [ 4 ]       |
| 2012  | Little Red Wagon   | Chłopiec z czerwonym wózkiem | Laurie Bonner      |                      | [ 2 ] [ 3 ] [ 4 ]       |
| 2012  | Sassy Pants        | –                            | June Pruitt        |                      | [ 2 ] [ 3 ] [ 4 ]       |
| 2016  | Equity             | Równość                      | Naomi Bishop       |                      | [ 2 ] [ 3 ] [ 4 ] [ 6 ] |
| 2016  | Sully              | –                            | dr Elizabeth Davis |                      | [ 2 ] [ 3 ] [ 4 ]       |
| 2018  | Being Frank        | Podwójne życie Franka        | Laura Hansen       |                      | [ 2 ] [ 3 ] [ 4 ] [ 6 ] |
| 2021  | Land of Dreams     | –                            | Nancy              |                      | [ 2 ] [ 3 ] [ 4 ] [ 6 ] |
| 2022  | The Apology        | –                            | Darlene Hagen      |                      | [ 2 ] [ 3 ] [ 4 ]       |

| Produkcje telewizyjne |                                          |                              |                              |                                                                  |                               |
| Rok                   | Tytuł oryginalny                         | Tytuł polski                 | Rola                         | Uwagi                                                            | Źr                            |
| 1992                  | Quantum Leap                             | Zagubiony w czasie           | Liz                          | serial telewizyjny, odcinek: „The Play's the Thing”              | [ 2 ] [ 3 ] [ 7 ] [ 8 ]       |
| 1992                  | Indecency                                | Bez wstydu                   | Celeste                      | film telewizyjny                                                 | [ 2 ] [ 3 ] [ 4 ]             |
| 1992–1993             | Down the Shore                           | –                            | Arden                        | serial telewizyjny, 29 odcinków                                  | [ 2 ] [ 9 ]                   |
| 1993                  | Seinfeld                                 | Kroniki Seinfelda            | Amy                          | serial telewizyjny, odcinek: „The Glasses”                       | [ 2 ] [ 3 ] [ 7 ] [ 8 ]       |
| 1994                  | NYPD Blue                                | Nowojorscy gliniarze         | Kimmy                        | serial telewizyjny, 2 odcinki                                    | [ 2 ] [ 3 ] [ 7 ]             |
| 1994                  | Moment of Truth: Caught in the Crossfire | –                            | agent Alex King              | film telewizyjny                                                 | [ 2 ] [ 3 ] [ 4 ]             |
| 1995                  | If Someone Had Known                     | Gdyby ktoś się dowiedział... | oficer policji Linda Reed    | film telewizyjny                                                 | [ 2 ] [ 3 ] [ 4 ] [ 8 ]       |
| 1995–1996             | Murder One                               | Morderstwo                   | Melissa Griotte              | serial telewizyjny, 3 odcinki                                    | [ 2 ] [ 10 ]                  |
| 1996                  | Chicago Hope                             | Szpital Dobrej Nadziei       | Megan Stanard                | serial telewizyjny, odcinek: „Sexual Perversity in Chicago Hope” | [ 2 ] [ 9 ]                   |
| 1996                  | The Lazarus Man                          | –                            | kobieta z żurnala            | serial telewizyjny, odcinek: „The Journal”                       | [ 2 ]                         |
| 1996                  | Men Behaving Badly                       | –                            | Michelle                     | serial telewizyjny, odcinek: „Babies Having Babies”              | [ 2 ] [ 8 ] [ 9 ]             |
| 1996                  | The Big Easy                             | Miasto na luzie              | Evie                         | serial telewizyjny, odcinek: „Snake Dance”                       | [ 2 ] [ 8 ]                   |
| 1997                  | Sleepwalkers                             | Lunatycy                     | Angie Gilpin                 | serial telewizyjny, odcinek: „Night Terrors”                     | [ 2 ] [ 8 ] [ 9 ]             |
| 1997–2002             | The Practice                             | Kancelaria adwokacka         | Jean Ward                    | serial telewizyjny, 10 odcinków                                  | [ 2 ] [ 3 ] [ 7 ] [ 8 ]       |
| 1999                  | ER                                       | Ostry dyżur                  | prawniczka Ekabo             | serial telewizyjny, odcinek: „Point of Origin”                   | [ 2 ] [ 3 ] [ 7 ] [ 8 ]       |
| 1999                  | The Drew Carey Show                      | –                            | Kelly Walker                 | serial telewizyjny, odcinek: „Drew's Reunion”                    | [ 2 ] [ 3 ] [ 7 ] [ 8 ]       |
| 1999                  | Judging Amy                              | Potyczki Amy                 | Emily Noble                  | serial telewizyjny, odcinek: „Presumed Innocent”                 | [ 2 ] [ 3 ] [ 8 ]             |
| 2000                  | Bull                                     | Magia sukcesu                | panna Coyle                  | serial telewizyjny, odcinek: „A Beautiful Lie”                   | [ 2 ]                         |
| 2001                  | The Guardian                             | Obrońca                      | Meghan Barstow               | serial telewizyjny, 2 odcinki                                    | [ 2 ] [ 3 ] [ 6 ] [ 7 ] [ 8 ] |
| 2002                  | Yes, Dear                                | Tak, kochanie                | Jessica                      | serial telewizyjny, odcinek: „Kim's New Nanny”                   | [ 2 ] [ 3 ] [ 8 ]             |
| 2003                  | Twelve Mile Road                         | Daleko od siebie             | Leah                         | film telewizyjny                                                 | [ 2 ] [ 3 ] [ 4 ]             |
| 2003                  | Dragnet                                  | Obława                       | dr Louise Nottingham         | serial telewizyjny, 2 odcinki                                    | [ 2 ] [ 3 ] [ 7 ]             |
| 2003                  | The O'Keefes                             | –                            | Phyllis                      | serial telewizyjny, odcinek: „Pilot”                             | [ 2 ] [ 8 ]                   |
| 2003                  | L.A. Confidential                        | –                            | Renata                       | niepuszczony pilot serialu telewizyjnego                         | [ 2 ] [ 5 ] [ 11 ]            |
| 2003                  | Wild Card                                | Szczęśliwa karta             | Janell Morgan                | serial telewizyjny, odcinek: „The Cheese Stands Alone”           | [ 2 ]                         |
| 2003                  | The Lyon's Den                           | –                            | Elizabeth Hopper             | serial telewizyjny, odcinek: „Blood”                             | [ 2 ]                         |
| 2003                  | Miss Match                               | Mów mi swatka                | Maureen Weston               | serial telewizyjny, odcinek: „Kate in Ex-tasy”                   | [ 2 ] [ 8 ]                   |
| 2003                  | Miracles                                 | Cuda                         | Rebecca Webb                 | serial telewizyjny, odcinek: „You Are My Sunshine”               | [ 2 ] [ 3 ] [ 7 ]             |
| 2004                  | NYPD 2069                                | –                            | Natalie Franco               | niepuszczony pilot serialu telewizyjnego                         | [ 2 ]                         |
| 2004                  | The D.A.                                 | –                            | Shelly Ward                  | serial telewizyjny, odcinek: „The People vs. Sergius Kovinsky”   | [ 2 ] [ 9 ]                   |
| 2004                  | Six Feet Under                           | Sześć stóp pod ziemią        | Madeline                     | serial telewizyjny, odcinek: „Parallel Play”                     | [ 2 ] [ 3 ] [ 7 ] [ 8 ]       |
| 2005–2006             | Deadwood                                 | –                            | Martha Bullock               | serial telewizyjny, 24 odcinki                                   | [ 2 ] [ 3 ] [ 7 ] [ 8 ]       |
| 2007                  | Boston Legal                             | Orły z Bostonu               | adwokat Susan Bixby          | serial telewizyjny, odcinek: „Nuts”                              | [ 2 ] [ 3 ] [ 7 ] [ 8 ]       |
| 2008–2013             | Breaking Bad                             | –                            | Skyler White                 | serial telewizyjny, 62 odcinki; jedna z głównych ról             | [ 2 ] [ 3 ] [ 8 ] [ 12 ]      |
| 2010                  | Law & Order                              | Prawo i porządek             | Marielle Di Napoli           | serial telewizyjny, odcinek: „Love Eternal”                      | [ 2 ] [ 3 ]                   |
| 2010                  | Lie to Me                                | Magia kłamstwa               | Jenkins                      | serial telewizyjny, odcinek: „Dirty Loyal”                       | [ 2 ] [ 3 ] [ 8 ]             |
| 2012                  | Secrets of Eden                          | Sekrety Edenu                | detektyw Catherine Benincasa | film telewizyjny                                                 | [ 2 ] [ 3 ] [ 4 ] [ 8 ]       |
| 2014                  | The Mindy Project                        | Świat według Mindy           | Sheila Hamilton              | serial telewizyjny, odcinek: „Girl Crush”                        | [ 2 ] [ 3 ] [ 7 ] [ 8 ]       |
| 2014                  | Gracepoint                               | –                            | detektyw Ellie Miller        | miniserial telewizyjny, 10 odcinków                              | [ 2 ] [ 3 ] [ 6 ] [ 8 ]       |
| 2015                  | Criminal Minds                           | Zabójcze umysły              | agentka Lily Lambert         | serial telewizyjny, odcinek: „Beyond Borders”                    | [ 2 ] [ 3 ] [ 7 ] [ 8 ]       |
| 2015                  | Portlandia                               | –                            | Glynis Brooks                | serial telewizyjny, odcinek: „House for Sale”                    | [ 2 ] [ 3 ] [ 7 ] [ 8 ]       |
| 2016                  | Robot Chicken                            | –                            | matka / Skyler White (głos)  | serial telewizyjny, odcinek: „Food”                              | [ 2 ] [ 8 ]                   |
| 2017                  | Shades of Blue                           | Uwikłana                     | Julia Ayres                  | serial telewizyjny, 10 odcinków                                  | [ 2 ] [ 3 ] [ 6 ] [ 7 ]       |
| 2019                  | Deadwood: The Movie                      | Deadwood: Film               | Martha Bullock               | film telewizyjny                                                 | [ 2 ] [ 3 ] [ 4 ] [ 6 ]       |
| 2021                  | Prodigal Son                             | Syn marnotrawny              | szeryf Fern Cooley           | serial telewizyjny, odcinek: „The Last Weekend”                  | [ 2 ] [ 3 ] [ 8 ]             |
| 2022                  | Physical                                 | –                            | Marika                       | serial telewizyjny, 2 odcinki                                    | [ 2 ] [ 8 ]                   |
| 2023                  | Most Dangerous Game                      | –                            | przewodnicząca               |                                                                  | [ 2 ] [ 13 ]                  |
|                       | Sugar                                    | –                            |                              | nadchodzący serial telewizyjny                                   | [ 2 ] [ 14 ] [ 15 ]           |

| Gry wideo |                               |              |                                                     |       |                    |
| Rok       | Tytuł oryginalny              | Tytuł polski | Rola                                                | Uwagi | Źr                 |
| 1996      | Blood Omen: Legacy of Kain    | –            | Ariel / Azimuth Planarna / DeJoule Energista (głos) |       | [ 2 ]              |
| 1999      | Legacy of Kain: Soul Reaver   | –            | Ariel (głos)                                        |       | [ 2 ] [ 5 ] [ 11 ] |
| 2001      | Legacy of Kain: Soul Reaver 2 | –            | Ariel (głos)                                        |       | [ 2 ] [ 11 ]       |
| 2003      | Legacy of Kain: Defiance      | –            | Ariel (głos)                                        |       | [ 2 ]              |